# Víctor Manuelle
Víctor Manuel Ruiz Velázquez (Nova Iorque, 27 de setembro de 1968), conhecido profissionalmente como Víctor Manuelle, é um músico de salsa estadunidense de origem porto-riquenha.

## Discografia
- Justo a Tiempo (1993)
- Sólo Contigo (1994)
- Víctor Manuelle (1996)
- A Pesar de Todo (1997)
- Ironias (1998)
- Inconfundible (1999)
- Instinto y Deseo (2001)
- Le Preguntaba a la Luna (2002)
- Travesía (2004)
- Decisión Unánime (2006)
- Una Navidad a Mi Estilo (2007)
- Soy (2008)
- Yo Mismo (2009)
- Muy Personal (2009)
- Busco Un Pueblo]] (2011)
- Me Llamaré Tuyo (2013)
- Que Suenen los Tambores (2015)
- 25/7 (2018)
- Memorias de Navidad (2019)
- Lado A Lado B (2022)